# 4508 Takatsuki
A 4508 Takatsuki (ideiglenes jelöléssel 1990 FG1) a Naprendszer kisbolygóövében található aszteroida. Kin Endate és Vatanabe Kazuró fedezte fel 1990. március 27-én.